# L.A. Mix
L.A. Mix fue un grupo británico compuesto por el DJ de DMC Les Adams (29 de noviembre de 1955– 2 de septiembre de 2019), su compañera de producción y esposa Emma Freilich y el multiinstrumentista Mike Stevens. Los siete sencillos del grupo figuran en la lista de sencillos del británica UK Singles Chart.

## Biografía
Su primer éxito fue en 1987, Don't Stop (Jammin'), que se basó en una demo de 8 pistas que Adams había formado en su estudio casero, y obtuvo el puesto #47 en la lista UK Singles Chart. Esta publicación generó problemas de copyright a L.A. Mix, ya que el bajo había sido tomada de la canción Love Is the Message, lo que resultó en que Vincent Montana Jr. intentara quitarle una orden judicial al grupo.
El acuerdo de grabación fue inicialmente solo para un sencillo, pero luego Adams remezcló This Is Acid de Maurice Joshua al tomar la voz, agregando una pista de sintetizador de A Day in the Life de Black Riot, usando el sintetizador de ritmo de Big Fun de Inner City, sirenas de algunos de los discos de Todd Terry y varios gritos sexuales de origen desconocido de su colección, y como resultado la grabación se posicionó en primer lugar en la lista Hot Dance / Club Songs. Por ello, el sello discográfico decidió lanzar otro sencillo.
Ese sencillo fue Check This Out, que obtuvo el puesto #6 en Reino Unido (1988) y fue su mayor éxito. Eso también aumentó la ira legal, esta vez del entonces propietario de Easy Street Records, ya que la canción incluía una pequeña muestra de You Don't Know de Serious Intention, y el propietario de ese sello era uno de los mejores abogados de Nueva York. El asunto se resolvió fuera de los tribunales por $15.000. No debe confundirse con una canción hard house del mismo nombre, también lanzada en 1988.
Luego, en 1989 lanzaron Get Loose, que contó con el rap de Pauline Bennett (bajo su nombre artístico Jazzi P) y quedó en el puesto #25 después de que el equipo de composición de Stock, Aitken & Waterman los calificara como «poco probable de convertirse en otro hit». Un cuarto sencillo, también lanzado en 1989, Love Together con Kevin Henry, en el puesto #66. Estos cuatro singles se agregaron en el álbum On the Side, que se lanzó en 1989.
En 1990, se lanzó el primero de tres sencillos del segundo álbum de L.A. Mix Coming Back for More, también la canción principal del nuevo álbum, fue lanzado como single. La canción contó con la voz de Franseco (Leslie George) y se ubicó en el puesto #50. En 1991, Mysteries of Love, con Beverlei Brown como voz principal, Marcus C en el rap y coproducción de Andy Whitmore, fue lanzado y obtuvo el puesto #46. Su último sencillo, We Shouldn't Hold Hands in the Dark, también contó con la voz de Franseco, así como de Juliet Roberts y se ubicó en el puesto #69. L.A. Mix también produjo dos sencillos en el Top 40 del Reino Unido (uno de los cuales fue uno de los diez primeros éxitos) para el álbum de 1991 de Dannii Minogue, Love and Kisses; I Don't Wanna Take This Pain y Jump to the Beat. También produjeron trabajo para la vocalista de Krush Ruth Joy, en su álbum de 1992 MCA, Pride and Joy.
El 2 de septiembre de 2019, se anunció que Les Adams había sufrido un ataque cardíaco y murió, después de haber sufrido problemas cardíacos durante algún tiempo.

## Discografía

### Álbumes
- On the Side (1989), A&M
- Coming Back for More (1990), A&M

### Sencillos
- "Don't Stop (Jammin')" (1987), Breakout – UK #47
- "Check This Out" (1988), Breakout – UK #6
- "Get Loose" (featuring Jazzi P) (1989), Breakout/A&M – UK #25
- "Love Together" (featuring Kevin Henry) (1989), Breakout – UK #66
- "Coming Back for More" (1990), A&M – UK #50
- "Mysteries of Love" (1991), A&M – UK #46
- "We Shouldn't Hold Hands in the Dark" (1991), A&M – UK #69